# Coniopteryx cyphodera
Coniopteryx cyphodera är en insektsart som beskrevs av V. Johnson 1978. Coniopteryx cyphodera ingår i släktet Coniopteryx och familjen vaxsländor. Inga underarter finns listade i Catalogue of Life.